# Óscar de Marcos
Óscar de Marcos Arana (født 14. april 1989 i Laguardia, Spanien) er en spansk fodboldspiller, der spiller som central midtbanespiller hos La Liga-klubben Athletic Bilbao. Han har spillet for klubben siden 2009 Tidligere har han repræsenteret Deportivo Alavés. Han debuterede for Athletic den 6. august 2009 i et Europa League-opgør mod schweiziske BSC Young Boys.